# Пашнино 2-е
Пашнино 2-е — деревня в Красноармейском районе Челябинской области России. Входит в состав Лазурненского сельского поселения.

## География
Деревня находится на северо-востоке Челябинской области, в лесостепной зоне, на северо-восточном берегу озера Сугояк, на расстоянии 11 километров (по прямой) к северо-западу от села Миасского, административного центра района. Абсолютная высота 209 метров над уровнем моря.

## Население
| 2002 | 2010 |
| ---- | ---- |
| 93   | ↘88  |

Гендерный состав
По данным Всероссийской переписи населения 2010 года в гендерной структуре населения мужчины составляли 44,3 %, женщины — 55,7 %.
Национальный состав
Согласно результатам переписи 2002 года, в национальной структуре населения русские составляли 84 %.

## Улицы
Уличная сеть деревни состоит из одиннадцати улиц и двух переулков.